# Zygia latifolia
Zygia latifolia là một loài thực vật có hoa trong họ Đậu. Loài này được (L.) Fawc. & Rendle miêu tả khoa học đầu tiên.